# Prespa-Gletscher
Der Prespa-Gletscher (bulgarisch Ледник Преспа Lednik Prespa) ist ein Gletscher an der Südküste der Livingston-Insel im Archipel der Südlichen Shetlandinseln. Er liegt zwischen dem Tarnowo-Piedmont-Gletscher und dem Needle Peak und mündet mit südöstlicher Fließrichtung in die Bransfieldstraße.
Die bulgarische Kommission für Antarktische Geographische Namen benannte ihn 2002 nach einem Berg in den Rhodopen.